# Camponotus thomasseti
Camponotus thomasseti é uma espécie de inseto do gênero Camponotus, pertencente à família Formicidae.